# Eutetrapha velutinofasciata
Eutetrapha velutinofasciata là một loài bọ cánh cứng trong họ Cerambycidae.